# Astragalus brevitomentosus
Astragalus brevitomentosus är en ärtväxtart som beskrevs av Dieter Podlech. Astragalus brevitomentosus ingår i släktet vedlar, och familjen ärtväxter. Inga underarter finns listade i Catalogue of Life.